# Tomba di Ptahmes

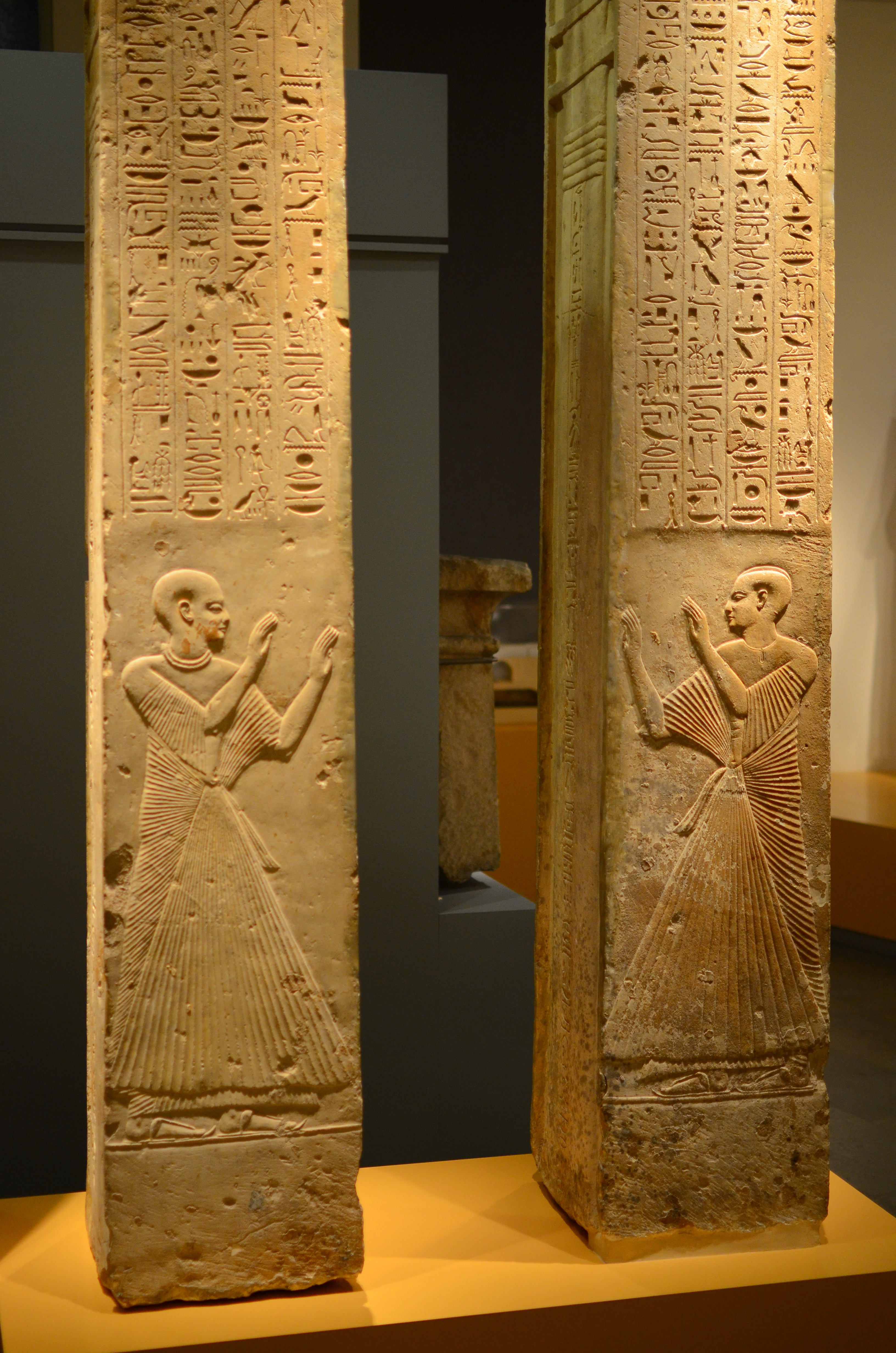
Due dei quattro pilastri della Tomba di Ptahmes presso il Rijksmuseum van Oudheden a Leida, nei Paesi Bassi.

La tomba di Ptahmes si trova nella necropoli di Saqqara, in Egitto. Situata lateralmente presso la Piramide di Unas, fu costruita nel XIII secolo a.C. durante la XIX dinastia del Nuovo Regno d'Egitto. La tomba apparteneva a Ptahmes, un alto funzionario durante il regno del faraone Seti I e del suo successore Ramesse II.

## Ptahmes
I geroglifici nella tomba affermano che Ptahmes possedeva diversi importanti titoli durante il regno di Seti I, tra i quali governatore della capitale egizia Memphis, capo dell'esercito, sorvegliante del tesoro e scriba reale. Sotto il figlio di Seti I, Ramesse II, fu promosso all'ufficio del sommo sacerdote di Amon a Karnak.

## Scoperta
La tomba fu scoperta da cacciatori di tesori nel 1885. La maggior parte dei manufatti della tomba finirono successivamente nei musei nei Paesi Bassi, in Italia e negli Stati Uniti. Tuttavia, la sua posizione non fu registrata, quindi la sua posizione fu persa quando fu nuovamente coperta dalle sabbie del deserto. La tomba è stata riscoperta nel 2010 dagli archeologi dell'Università del Cairo. Molti manufatti sono stati riportati alla luce incluse diverse stele e un'immagine incompiuta di Ptahmes stesso. Un altro manufatto mostra la sua famiglia davanti alla Triade tebana di Amon, Mut e Khonsu, tre divinità popolari all'epoca. Fu trovata anche una testa dipinta della figlia o della moglie di Ptahmes, accanto a delle statuine shabti, amuleti e vasi di argilla. Il sarcofago di Ptahmes non è stato ancora trovato e gli scavi sono ancora in corso per trovare la camera funeraria principale della tomba.
Diversi vasi rotti sono stati trovati nel sito. In alcuni di essi il materiale solidificato contenuto è stato analizzato attraverso tecniche avanzate di proteomica da studiosi dell'Università di Catania in collaborazione con gli archeologi dell'Università del Cairo. I risultati hanno dimostrato che il contenuto era probabilmente un formaggio a pasta dura di origine bovina e ovi-caprina. Al momento dell'analisi è risultato essere il formaggio solido più antico mai scoperto e analizzato con protocolli scientifici e tecniche moderne. Ciò rende il sito di notevole rilevanza nella storia dell'evoluzione della tecnologia alimentare.

## Disposizione
La tomba è lunga oltre 70 metri e presenta diverse cappelle. Durante il periodo cristiano dell'Egitto alcuni dei suoi pilastri furono riutilizzati per costruire delle chiese. Le sue mura furono danneggiate quando vi fu accesso nel 1885.